# 가장 강력한 전장
가장 강력한 전장(2022~)은 로블록스의 추천 3등으로 하는 게임이다.

## 게임패스
- 얼리 액세스: (299로벅스)
- 개인 서버+: (399 → 499로벅스)
- KJ용: (899로벅스) 7/24 업데이트기준 으로 삭제 되었다.
- 각성 의상: (99로벅스)
- 이모티콘 ×2: (99로벅스)
- 킬사운드: (199로벅스)

## 캐릭터

### 사이타마
가장 강한 영웅.
- 일반 스킬: 보통펀치, 연속펀치, 밀기, 어퍼컷
- 궁극기 사용: 진심 모드
- 궁극기 스킬: 데스 카운터, 밥상 뒤집기, 진심 펀치, 옴니 다이렉셔니 펀치

콤보:평타X3내려찍기 2 내려찍기 어퍼컷 평타X2 3 평타X1 대쉬 평타X3올리기 1
연속2번 내려찍기를 사용하는게 가능하다)
평타x3 내려찍기로 가능)
유형:사이타마의 진심펀치로 서버에 테러를하거나, 그저 킬을 모으는 용도로 밥상 뒤집기를 사용하여 테러하는 경우도 있다.(각성을쓰면 데스카운터 때문에 상대가 못 때려서 거의 확정 승리라 할 수 있다.(1ㄷ1모드에서))
(숫자는 스킬번호)

### 가로우
히어로 헌터.
- 일반 스킬: 순신공, 선풍철참권, 사냥꾼의 손아귀, 유수진
- 궁극기 사용: 광란
- 궁극기 스킬: 아삽지, 최후의 사냥, 암쇄권, 암쇄

사람들이 공섭에서 가장많이 사용하는 캐릭터이다.
콤보:평X4대쉬 평X3내려찍기 3 평X1 옆대쉬 평X3대쉬  평X3 1 옆대쉬 2  (2 1이 더쉽지만 1옆대쉬2는 교토콤보라고불리고, 매우 어렵고 간지나는 잡기술이다.솔직히 데미지가 쓰레기라서 이거 쓸바엔 딴 콤보 쓰는게 낫다.)
평타4번하고 대쉬해서 평타를 한번더 섞는기술은 트위스트라고불리고, 가로우만 할 수 있다.(모든 캐릭터도 핑만 좋으면 어퍼컷을쓰고 트위스트를 할 수 있다. 하지만 가로우는 일반평타로도 트위스트가 가능하다.)핑이 낮을때엔,1을쓰고 바로 대쉬를하고 옆대쉬해서 평타로 콤보를 이어갈수있다,그리고 2를쓰고 q연타하면서 화면을 빠르게돌리고 콤보를 이어가는것도 가능하다,점프3은, 상대머리 위에 올라가서 올리고 3번을하는 기술로, 탈출,반격기 사용이 불가능하다.
유형:주로 어린연령대의 사람들이 하는 캐릭터다. 어려운 난이도와간지나고 대미지가 높은 가로우는 많은 사람들의 눈길을 사로잡는다.(주로 매우못하는유형,또는 겁나 잘하는 유형이 있다. 중간은 거의 없다.)   
(사람을 죽이면 채력이 회복된다.)

### 제노스
파괴적인 사이보그.
- 일반 스킬: 기관총 머신건, 이그니션 버스트, 블리츠 샷, 제트 다이브
- 궁극기 사용: 최대 출력
- 궁극기 스킬: 썬더 킥, 제트라이브 에로우, 화염포, 소각

콤보:평x3 1 2 대쉬 평3 3 4
매우 쉬운 난이도를 가지고 있다. 1234 순서대로해도 콤보가 되서 매우 쉽다.
잡기술로는 4번쨰스킬을쓰고 하늘로 올라갔을때 화면을 360도 돌리는 기술이다.그럼 더멀리 갈수있다.1234콤보에서 마지막4를 쓸떼 이 잡기술을 사용한다.
패시브로는 상대를죽이면 쿨이 다 초기화 된다.
유형:소각충.공섭에서사람많은곳에 소각을쓰는기술이다.딸피잡을때나 쓰면 될것을,왜 풀피인 사람에게 테러하는지 모르겠다. 영혼의 1대1중에 가끔 이런유형이 소각을사용해 1ㄷ1을 방해한다, 그다음 유형은 킬딸충.패시브가 상대를죽이면 쿨이다시초기화돼기 때문에, 사기이다.
위에서 4,3을쓰며 딸피인 애들만 찾아 블리츠샷을 쏜다. 무려15초만에4킬을한적도 있다. 딸깍충이라고도 불린다.

### 음속의 소닉
치명적인 닌자.
- 일반 스킬: 스트라이크, 소용돌이 킥, 스 게터, 폭렬 수리검
- 궁극기 사용: 당신은 나를 볼 수 있습니까?
- 궁극기 스킬: 트윈블레이드, 스트레이트, 대학살, 사영장

콤보:평x3 3 평x3 4  2 1
잡기술로는, 올리기를하고 타이밍에맞게 4를쓰면,상대가 위로 띄워지는데, 그때 대쉬를해서 평타로 콤보를 이어갈수있다. 그리고 평×3앞대쉬 점프 하면서 1번을 하면 콤보를 더 쉽게 넣을 수 있다.)
여러유형이 있는데,고인물 유형이다. 말그대로 그냥 겁나잘하는 유형이다. 절대로 스킬을 막박지않고 침착하게 옆대쉬로 들어가서 깔끔하게 콤보를 넣는 유형이다. 조심하자.
튀플형:1,2,3전부 이동을 할 수 있는 이동기고, 4번은 원커리라서, 튀플에 특화된 캐릭터라그런지 굉장히 많다. 잡기도 힘들고 귀찮다. 카운터 방법은 타츠마키 1번째스킬로 끌어오거나,4번째스킬로 쫒아가거나, 똑같은 소닉으로 카운터 칠수있다
궁극기(G)를 사용하면 무한으로 그림자 대쉬를 사용할 수 있다.보이지 않고, 그림자만 보인다.(궁극기 지속시간동안 무한으로 그림자대쉬 사용 가능하다)

### 금속배트
잔인한 악마.
- 일반 스킬: 홈런, 비트다운, 그랜드 슬램, 파울 볼
- 궁극기 사용: 펌핑 된
- 궁극기 스킬: 잔인한 토네이토, 드래곤 패기, 힘의 차이, 데스 블로우

평타가 바뀐다. 항상 내려찍기를 한다 보면 된다.
콤보:평타x3 올리기 3 평타3 2 1 4
1을쓰고 3을써서 평타로 콤보를 이어갈수도 있다.

### 아토믹 사무라이
블레이드 마스터.
- 일반 스킬: 슬라이스, 애트모스 클리브, 핀포인트컷, 스플릿 카운터
- 궁극기 사용: 뜨거운 칼날
- 궁극기 스킬: 일몰, 솔라 클리브, 일출, 아토믹 참

콤보:평3 1 평x3 내려찍기 2 3 대쉬 평타x4
궁극기를 쓰면 더이상 아토믹이아닌 귀멸의칼날이 된다

### 전율의 타츠마키
와일드 심령.
- 일반 스킬: 크러슁 풀, 염동 폭풍, 돌 무덤, 염동력 충격
- 궁극기 사용: 광폭화
- 궁극기 스킬: 코스믹, 심령 폭풍, 염동력 비틀기, 스냅쳐

#### 삭제된 기술
- 궁극기 스킬: 지진의 주먹

평x4 3 평x3내려찍기 2 평3 내려찍기 1 4

### 스이류
무술가.
게임패스용 캐릭터.
- 일반 스킬: 총알받이, 명체공룡권, 소용돌이드롭킥, 헤드 퍼스트
- 궁극기 사용: 용의 강림
- 궁극기 스킬: 상승 주먹, 쌍둥이 개구리, 지구 분열 스트라이크

#### 삭제된 기술
- 궁극기 스킬: 폭주 어퍼컷, 비룡 파공격

KJ
KJ.
KJ용 브섭으로 잠깐 사용할수 있었스나, 지금은 잠겼다.
기부를 가장 많이 한 사람만 사용 할 수 있다.
일반스킬:Barrage, shift sweep, Colletal ruin
궁극기 사용: 20 series
궁극기 스킬: stoic bomb, 20-20-20 dropkick, 5 season
KJ에 관한 밈도 많고, 가장강한전장에서 가장 희귀한 캐릭터이다, 궁극기로 일정한 수의 상대방을 타격한다면, 궁이 또다시 차기때문에 거의 무한궁이 가능하다. 2번째스킬 20-20-20드롭킥을 맞춘다면 궁이 절반이나 차는 사기성을 보여준다. 벽콤보도 컷씬이 있기 때문에 굉장히 간지난다.평타x3 내려찍기 2 평타x3 내려찍기 3 대쉬 평타x3 1
곧 궁극기 스킬에 새로운스킬인 Unlimited flex work 도 나올 예정이다.
고죠
마법사.
개인브섭+ 를 사면 주는 캐릭터이다.
일반스킬:infinity, red, purple, blue
궁극기 사용:Soceror
궁극기는 나오지 않았다.
애니매이션에서는 각 스킬들이 무한,아카,무라사키,아오 로 불린다.무한을 쓸시 평타 4번째 공격이 흑섬이 되며 상대가 1방컷 난다.무한을 쓴 상태에선 다른 공격들도 한방컷 대미지가 난다.

동제